# 普乐镇
普乐镇为湖南省桂东县下辖镇，2012年5月，由普乐乡改设。

## 行政区划
普乐镇下辖上进村、文溪村、堡下村、东水村、上井村、红洞村、新庄村、江背村、矮排村、小江村、徐洞村、杨岭村和普乐村。